# Jacqueline Frank DeLuca
Jacqueline "Jackie" Frank DeLuca (Hermosa Beach, 1 de maio de 1980) é uma jogadora de polo aquático estadunidense, medalhista olímpica e campeã pan-americana, atua como goleira.

## Carreira
Jacqueline Frank DeLuca fez parte do elenco medalha de bronze em Atenas 2004.